# Neosphaeromias choriodes
Neosphaeromias choriodes är en tvåvingeart som beskrevs av Eileen D. Grogan och Wirth 1982. Neosphaeromias choriodes ingår i släktet Neosphaeromias och familjen svidknott. Inga underarter finns listade i Catalogue of Life.